# Polyallélisme
Cet article court présente un sujet plus développé dans : Allèle et Fréquence allélique.
La polyallélie (état) ou le polyallélisme (phénomène) caractérise le fait qu’un gène comporte plus de deux allèles, ceux-ci étant reconnus comme tels[Quoi ?] s’ils se retrouvent à plus de 1 % dans une population donnée. On parle aussi de multiallélisme.